# Allozima
Sono detti allozimi le diverse forme di un enzima che vengono codificate da differenti alleli nello stesso locus genico.

## Analisi degli allozimi
Gli allozimi possono essere utilizzati come marcatori per il riconoscimento delle specie e per determinare la filogenesi di una popolazione di organismi.
Tale tecnica prevede l'individuazione degli allozimi tramite elettroforesi, in quanto due differenti allozimi si muovono all'interno del gel elettroforetico a differente velocità.